# 押しボタン

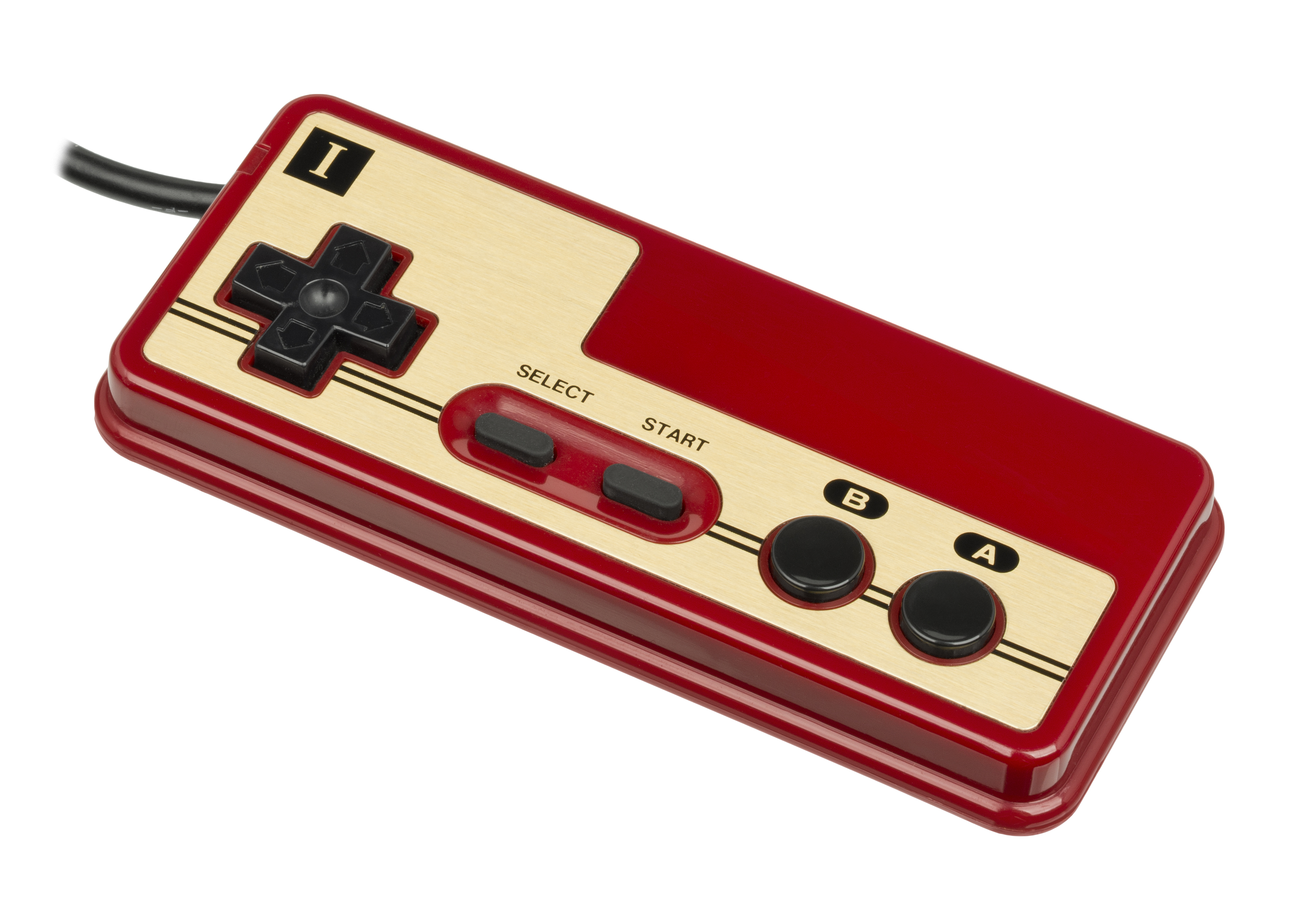
ゲームパッドのボタン（日本版ファミリーコンピュータ）

押しボタン（おしボタン、英: push-button）は、押すことでスイッチを開閉する部品。プッシュボタン、押釦。単にボタンとも呼ばれる。

## 概要
「指先で押す」という操作によって機器への入力を行うパーツである。ボタンを押すと、ストロークする（ボタンが奥へ移動する）。「カチッ」という音が鳴るボタンもある。
電子機器や産業機器においては、スイッチング回路と組み合わせて「押しボタンスイッチ」の意味で使われることが多いが、本来的にはボタンの仕様とスイッチング回路の仕様は別々の概念である。

## 規格
産業機器における「押しボタンスイッチ」は、日本においては一般社団法人日本電気制御機器工業会が策定するNECA規格において、「NECA C 4520（制御用スイッチ通則）」および「NECA C 4521（制御用ボタンスイッチ）」において定義されている。かつてはJIS規格（JIS C 4520-1991およびJIS C 4521-1991）において定義されていたが、これは1999年に廃止され、NECA規格に引き継がれた。
また、家電製品における「押しボタンスイッチ」に関しては、TRON仕様の中の「TRONヒューマンインターフェイス仕様」が定義している。TRON仕様においては、操作方法の分類において「指先で押すことによって操作する」ことを示す「押しボタン」（プッシュ型パーツ）という概念と、設定内容の分類において「ON/OFFなど二者択一でどちらかを選ぶ」ことを示す「スイッチ」という概念は、別々に定義されているが、「プッシュ型パーツ」のもっとも典型的な例として「押しボタンスイッチ」が例示されている。TRON仕様においては、「スイッチ」は「二者択一でどちらかを選ぶもの」と定義されているため、例えばボタンの押し方の強さによって数値や量（ボリューム）を指定して機器に渡すような装置は「プッシュ型ボリューム」ということになり、「スイッチ」には含まれない。

## 種類

押すとオンになる（回路が閉じる）タイプのスイッチ

押すとオフになる（回路が開く）タイプのスイッチ

スイッチング回路の仕様において分類すると、大きく分けて、押すとオンになる（回路が閉じる）タイプのスイッチと、押すとオフになる（回路が開く）タイプのスイッチが存在する。より複雑な動作（押し初めだけオンになるなど）をするかのようなボタンもあるが、そういうものもほとんどはこの2種類のいずれかと電気回路との組み合わせで実現されている。
ボタンを押したときの位置が保持される期間において分類すると、大きく分けて、自動復帰型（モーメンタリスイッチ）と位置保持型（オルタネートスイッチ）が存在する。モーメンタリスイッチとは、押している間だけ一時的にスイッチが「オン」または「オフ」になり、ボタンを離すと自動ですぐに元に戻るスイッチである。NECA規格およびTRON仕様では共に「モーメンタリ」型と呼称する。オルタネートスイッチとは、一度ボタンを押すとその後もずっと「オン」または「オフ」の位置が保持されるスイッチであり、押すたびにオンとオフが反転する。NECA規格では「オルタネート」、TRON仕様においては「セットアップ」型と呼称する。オルタネート動作を実現する構造はいろいろあり、代表的なものとしてはハートカム方式、回転カム方式、ラチェットカム方式がある。
電気的なスイッチでなく、流体の流路の開閉など機械的なスイッチングをするボタンもある。アコーディオンの弁を開閉するボタン、トイレの水を流すボタンなどがその例である。
キーボードのキーも「押しボタンスイッチ」の定義に当てはまる。平らで隙間なく並んだものを特にキーと呼ぶことが多いが、ボタンと呼ぶかキーと呼ぶかの境目はあいまいである。
SUI（ソリッド・ユーザー・インターフェイス、物理的なスイッチ）とGUI（グラフィカル・ユーザ・インターフェース、画面上のスイッチ）において同様のインターフェイスを規定しているTRON仕様においては、SUIの位置保持型スイッチのことを「セットアップ」型と呼称する一方で、GUIの位置保持型スイッチのことを「オルタネート型」と呼称している。
なお、NECA規格においては「引きボタンスイッチ」（指でボタンを引っ張るタイプのスイッチ。手を離すとばねの力などで自然に元の位置に戻る）や「押し引きボタンスイッチ」（押した後に自然に元の位置に戻らず、押した人が引っ張って元の位置に戻すタイプのスイッチ）なども押しボタンスイッチの一種に含まれている。

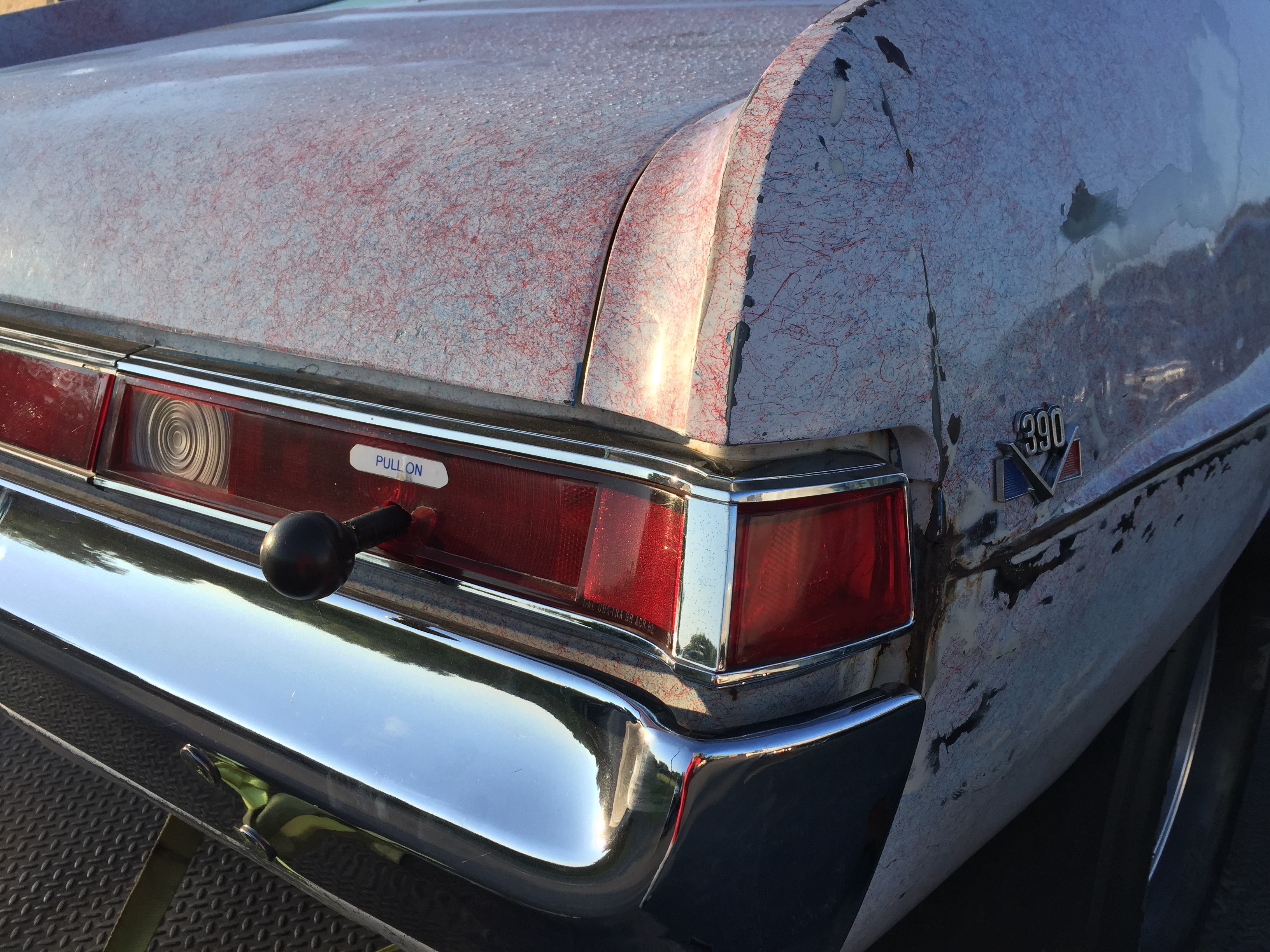
NECA規格において押しボタンスイッチの一種とされる「引きボタンスイッチ」

### 紛らわしい例
ある程度の面積がある一つのパーツにおいて、押す場所によって別々のスイッチング回路を開閉するような装置を「押しボタンスイッチ」と呼ぶこともある。プラスとマイナスが一続きになった「セレクタ」や、ゲームパッドの十字キーがその例である。ただし、このようなパーツが「押しボタンスイッチ」であるというようなことはNECA規格にもTRON仕様にも定義されていないため、「押しボタンスイッチ」と呼ぶのは誤りである。TRON仕様においては、複数の選択肢の中から1つ（あるいは複数）を選ぶようなパーツは「スイッチ」ではなく「セレクタ」に分類される。なお、十字キーは長らく任天堂の特許であり他のメーカーは実装できなかったため、1つの十字キーと同じ機能を4つの押しボタンスイッチ（十字ボタン）で実装しているコントローラーも存在する。
メンブレンスイッチは、押すスイッチではあるけれどもボタンではないので、押しボタンスイッチに分類されない。なお、TRON仕様においてはメンブレンスイッチは「プッシュ型」にすら分類されず、押したら凹むパーツだけが「プッシュ型」に分類され、押しても凹まないパーツは「タッチ型」に分類されるので、言うなればメンブレンスイッチは「タッチパネル」である。
ボタンに類似する形をしていても、機械的に動作する機構がなく、圧力や静電気などを感知することでスイッチのオン・オフを行う装置もあるが、これは押しボタンスイッチではなく、タッチパネルである。なお、iPhoneの「ホームボタン」については、iPhone 6S以前のiPhoneは本物の押しボタンスイッチを搭載していたが、iPhone 7以降のiPhoneは物理ボタンが廃止されて感圧式タッチパネルとなっているので、同じ名前と同じ形をしていても、「押しボタンスイッチ」どころか「ボタン」ですらない。

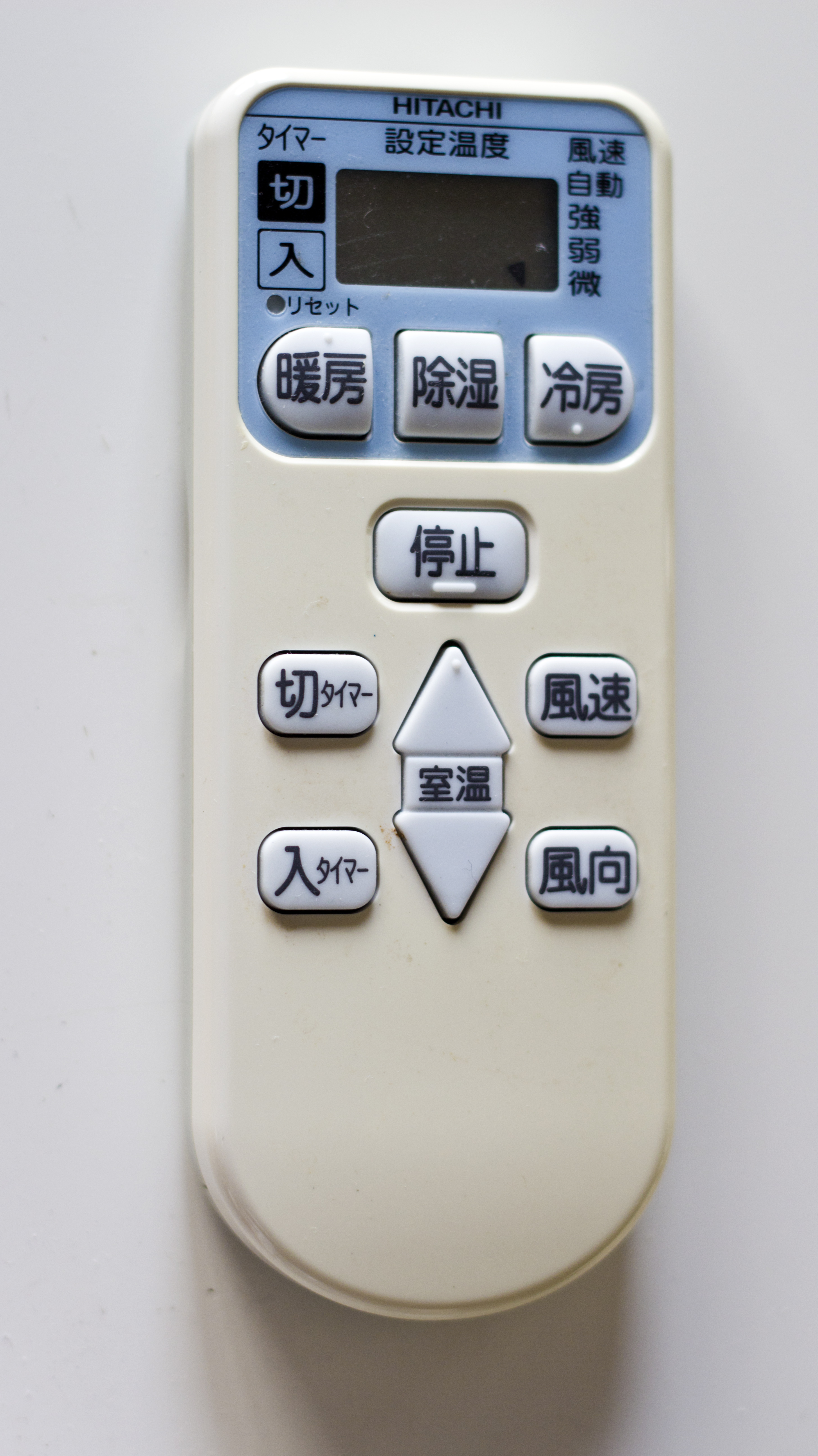
「プラス」ボタンと「マイナス」ボタンが一続きになった「セレクタ」の例（日立製作所製エアコンのリモコン）
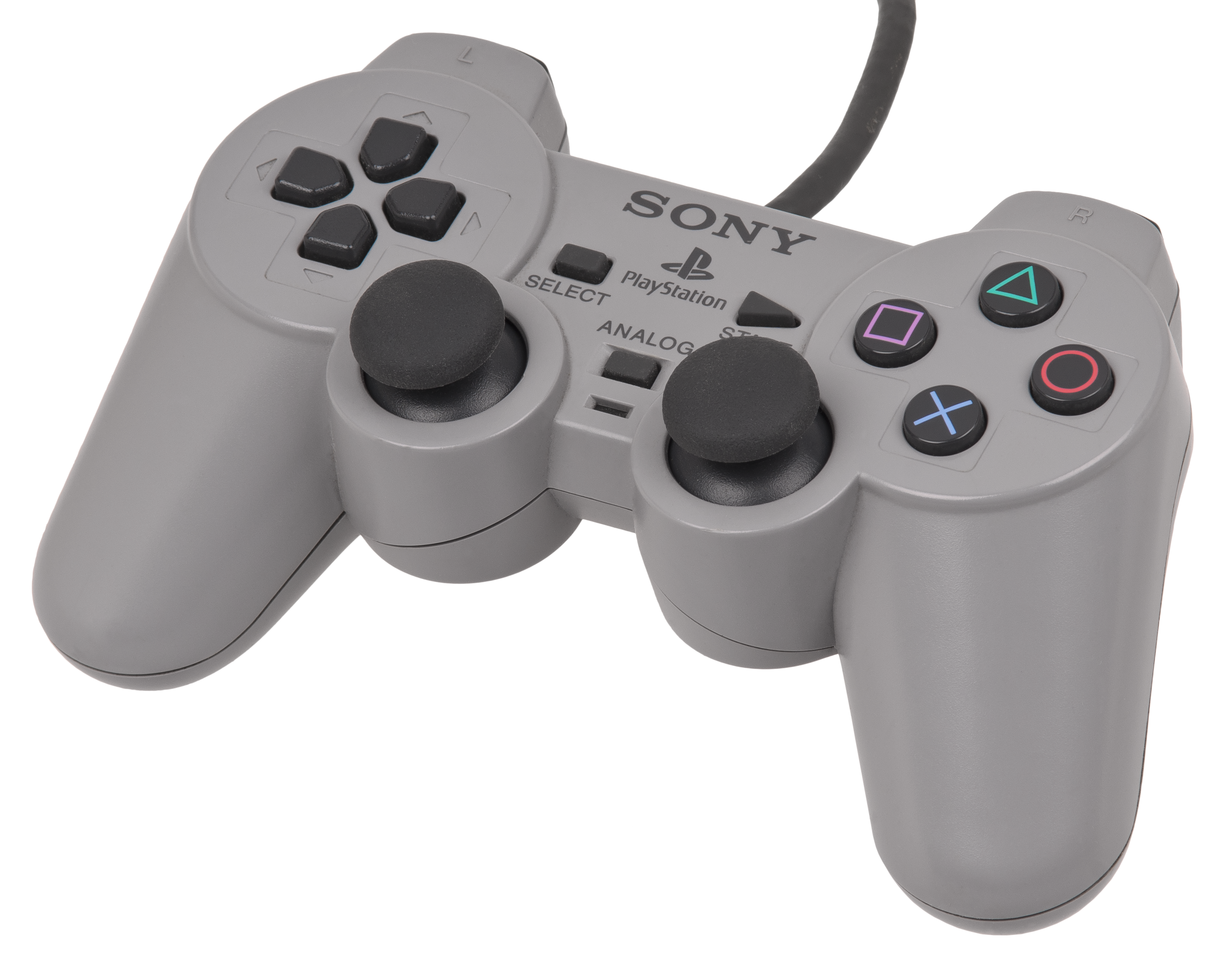
「十字キー」と同じ機能を4つの押しボタンスイッチで実装した「十字ボタン」の例（ゲーム機・初代PlayStationのコントローラー）
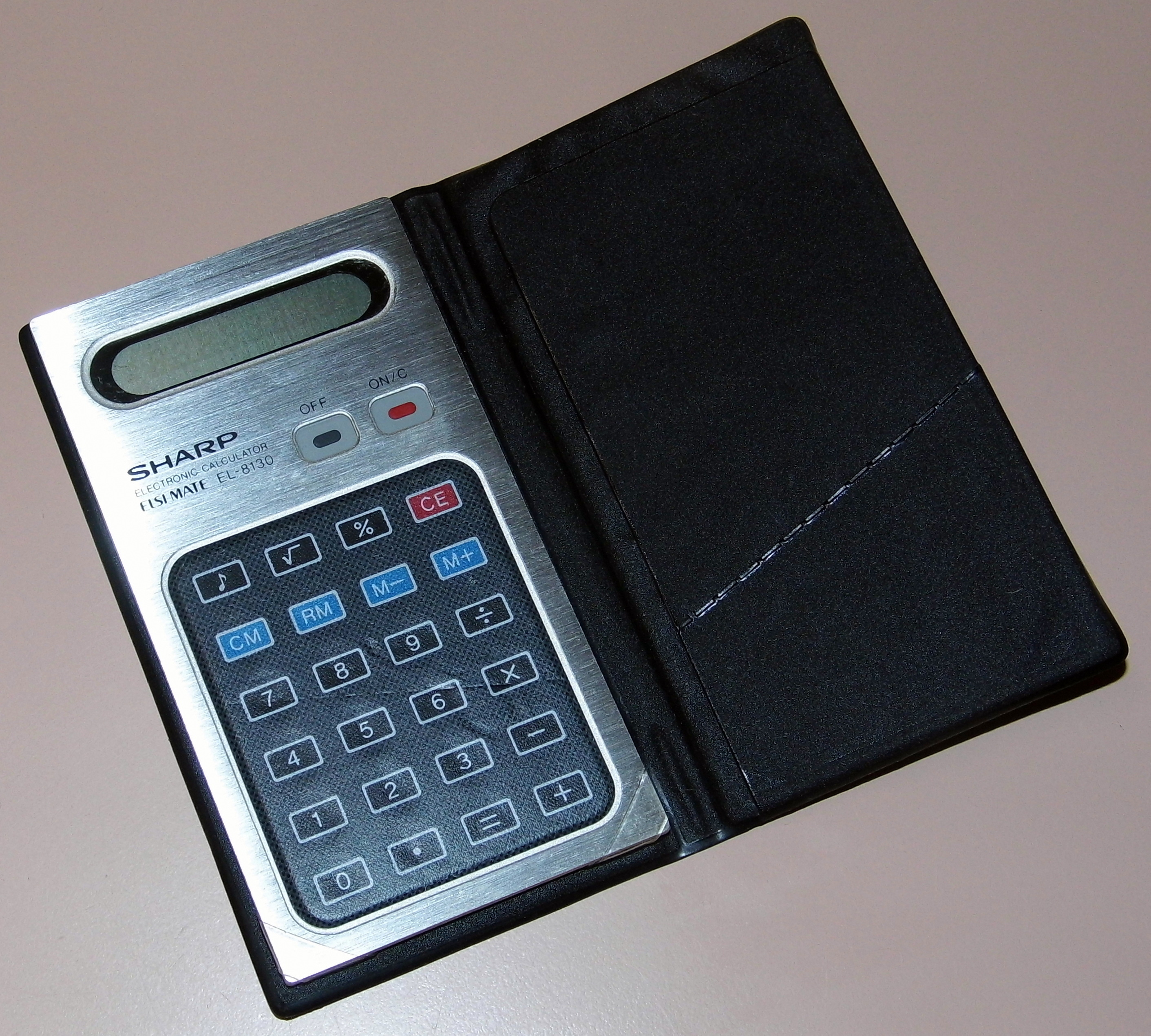
薄型電卓のメンブレンキーパッド。
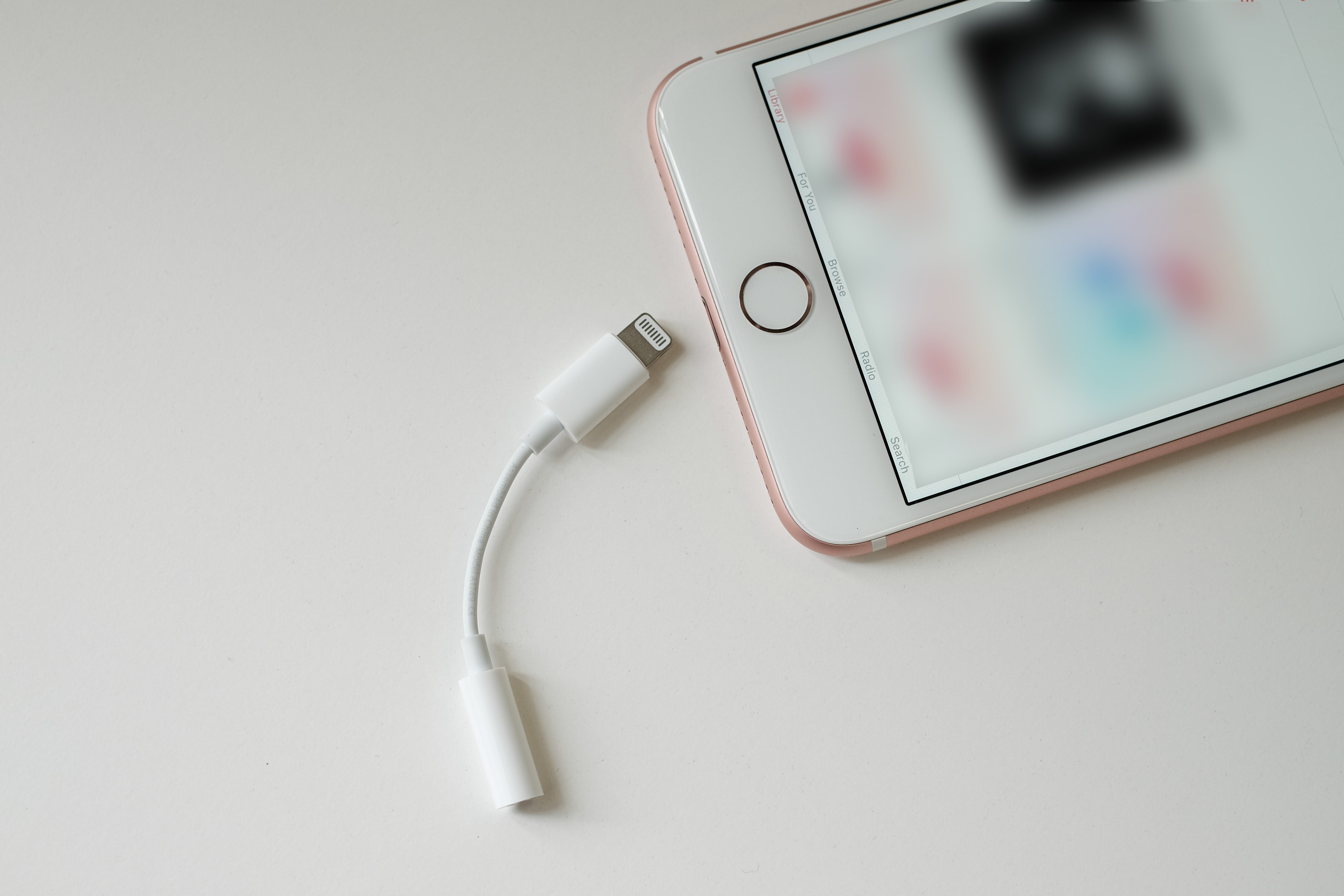
iPhone 7 Plusの「ホームボタン」。感圧式タッチパネルなので、定義上は「ボタン」ですらない。

## 形状

### 主な形状

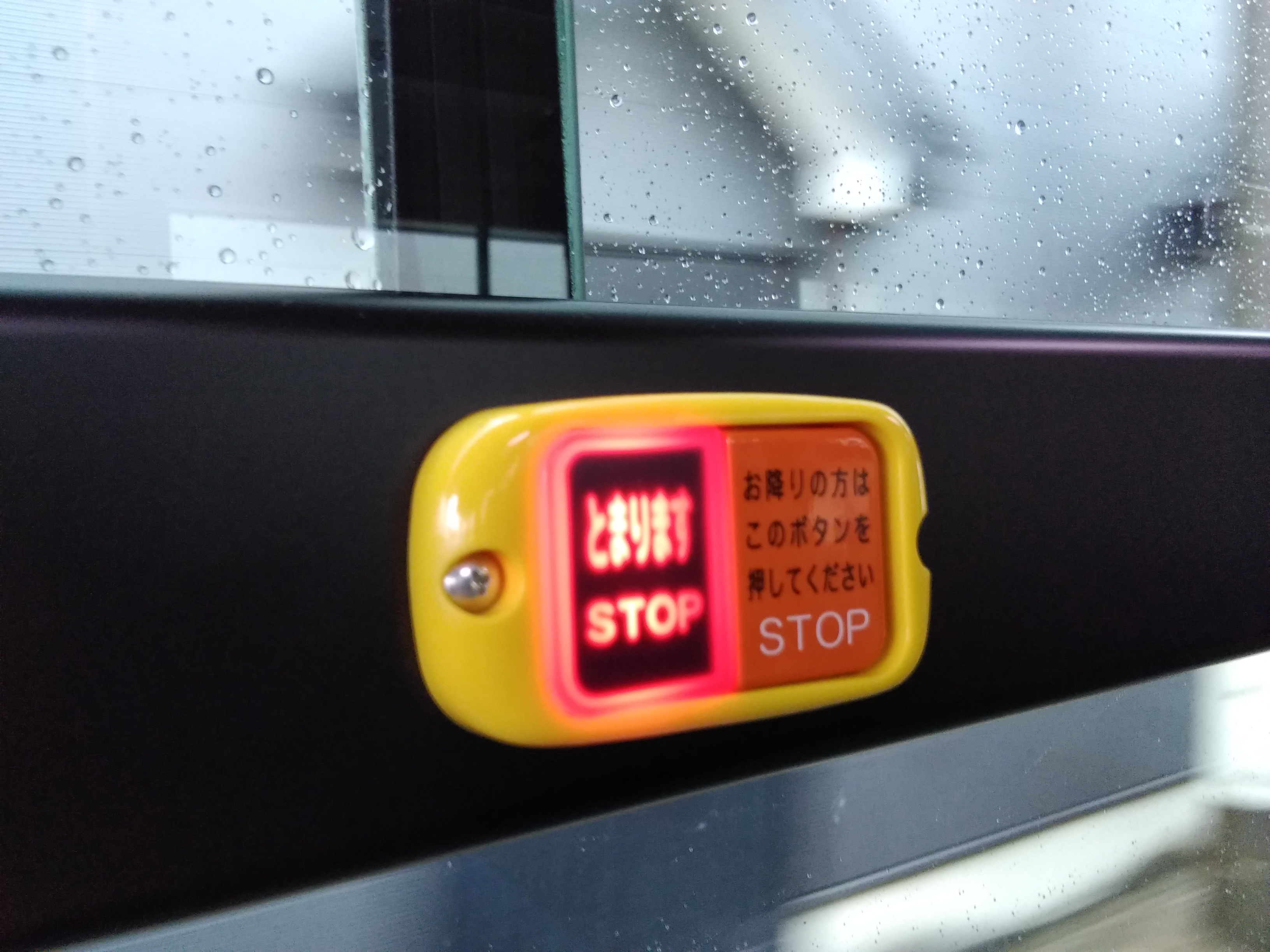
ガード付きボタン（降車ボタン）。体が当たったりして間違って押してしまう危険性が少ない。

NECA規格で定義されているものは次の5つ。
長ボタン
縦に長いボタン。周囲から柱形状にボタンが突き出している。長いので、ボタンを全部押し込んでも周囲と同じ高さにならない。
突型ボタン
凸型をしている。長ボタンよりも長さが短く、ボタンを押し込むと周囲と同じ高さになる。ボタンの先は平ら。
平型ボタン
周囲からボタンは飛び出さず、周囲と同じ高さになっている。ボタンを押すと周囲よりも低くなる。
きのこボタン
キノコ型（マッシュルーム型）をしており、周囲から突き出た軸の先に、大きく中央が膨らんだ円盤がついている。押しやすいが、異物が挟まることがある。非常停止ボタンは赤いきのこボタンでないとならないことがNECA規格で定義されている。
ガード付きボタン
ボタンの周囲にガードがあり、ボタンの高さはガードよりも低くなっている。ボタンがガードに守られているので、手が当たったりして間違って押してしまう危険が少なく安心である。

### その他の形状
他にも、見た目によっていろいろな分類の仕方がある。
コーン型
きのこボタンの亜種で、先が末広がりの円錐形になっている。非常ボタンによく使われる。
凹型
長ボタンの亜種で、周囲から柱形状にボタンが突き出している一方、ボタンの先はへこんでいる（指が上記凸型（突型）にあたるため、ボタンと指の密着度が高い）。
丸型・角型
ボタンの平面形。「丸平型」「丸凸型」のようにも表す。
タッチボタン
機械的に動作する機構がなく、圧力や静電気などを感知する。圧力は押したときに反応する「タッチエッジ」型と、離したときに反応する「リリースエッジ」型の2種類ある（誤タッチを防ぐためにリリースエッジ型の方が好ましい）。SUI（物理のスイッチ）ではなく液晶ディスプレイなどに表示されたGUI上のボタンであることもある。実際の所、これは「タッチパネル」であり、「ボタン」を称していても定義上は「押しボタン」ではない。

## いろいろな押しボタンスイッチ
NECA規格ではいろいろな押しボタンスイッチが規定されている。NECA規格では、触覚スイッチ（タクタイルスイッチ）やロッカースイッチ（シーソースイッチ）は押しボタンスイッチには含まれないことになっている。

### 照光押しボタンスイッチ

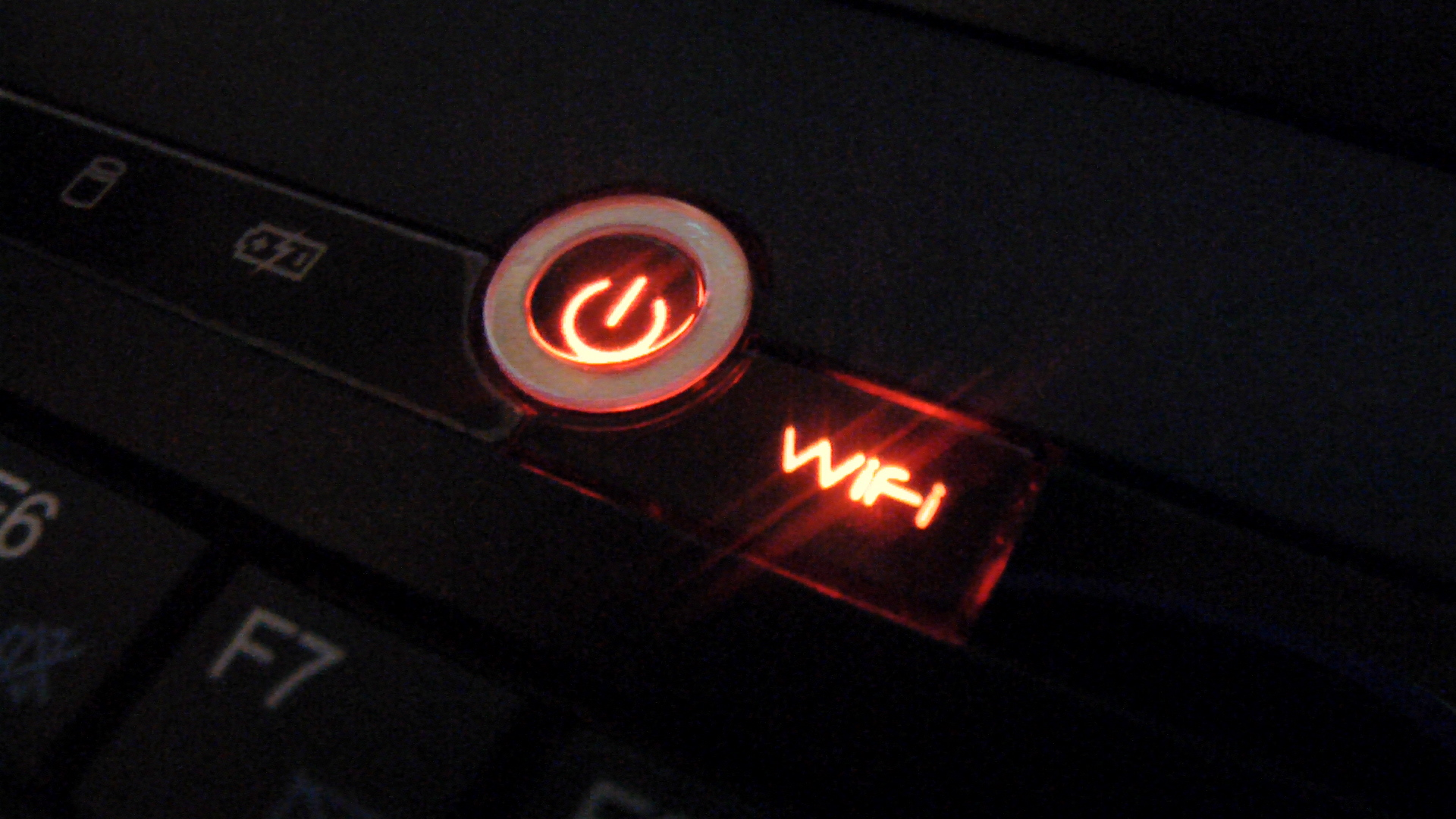
コンピュータの電源ボタン（電源スイッチ）。スイッチ内部にLEDを組み込んだ「照光押しボタンスイッチ」で、電源がオンの時にインジケータが光る。

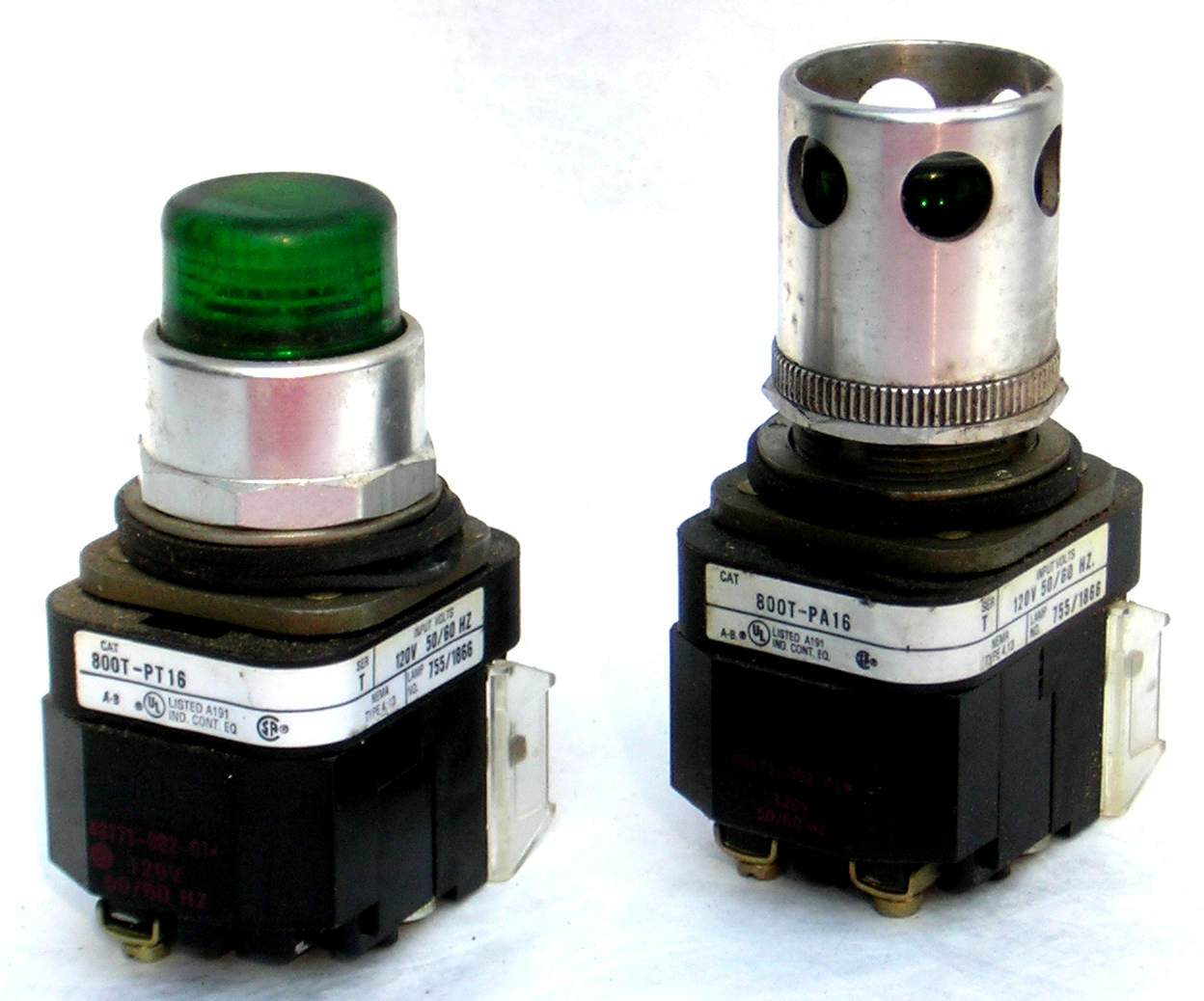
ファクトリー・オートメーション用の照光押しボタンスイッチ。産業用製品は厳しい規格がある。

スイッチ内部に光源を組み込んだものを照光押しボタンスイッチと言う。スイッチが光る。
光源を組み込んだ部分に関しては、NECA規格においては「表示部」もしくは「表示灯（indicator light）」、TRON仕様においては「インジケータ」と言う。TRON仕様においては、オルタネート動作の代わりにLEDを点灯か消灯させることによってスイッチがオンがオフかを示す「インジケータプッシュスイッチ」が規定されている。
色については、IEC 60204-1第5版では最上部から最下部にかけて「赤、黄、青、緑、白」を配置することが規定されている。
家電で使われるTRON仕様においてはLED以外の光源を組み込むことは想定されていないが、NECA規格においてはLED以外にも白熱電球またはネオンランプを組み込むことが想定されている。
LEDに関しては、NECA 4102で工業用LEDが規定されている。白熱電球に関しては、JIS C 7522で航空機用小形電球が規定されており、NECA規格でもそれに準拠している。ただし、白熱電球は日本においては2013年に全てのメーカーにおいて製造が終了しており、規格の上で存在するというだけである。

### 非常停止押しボタンスイッチ

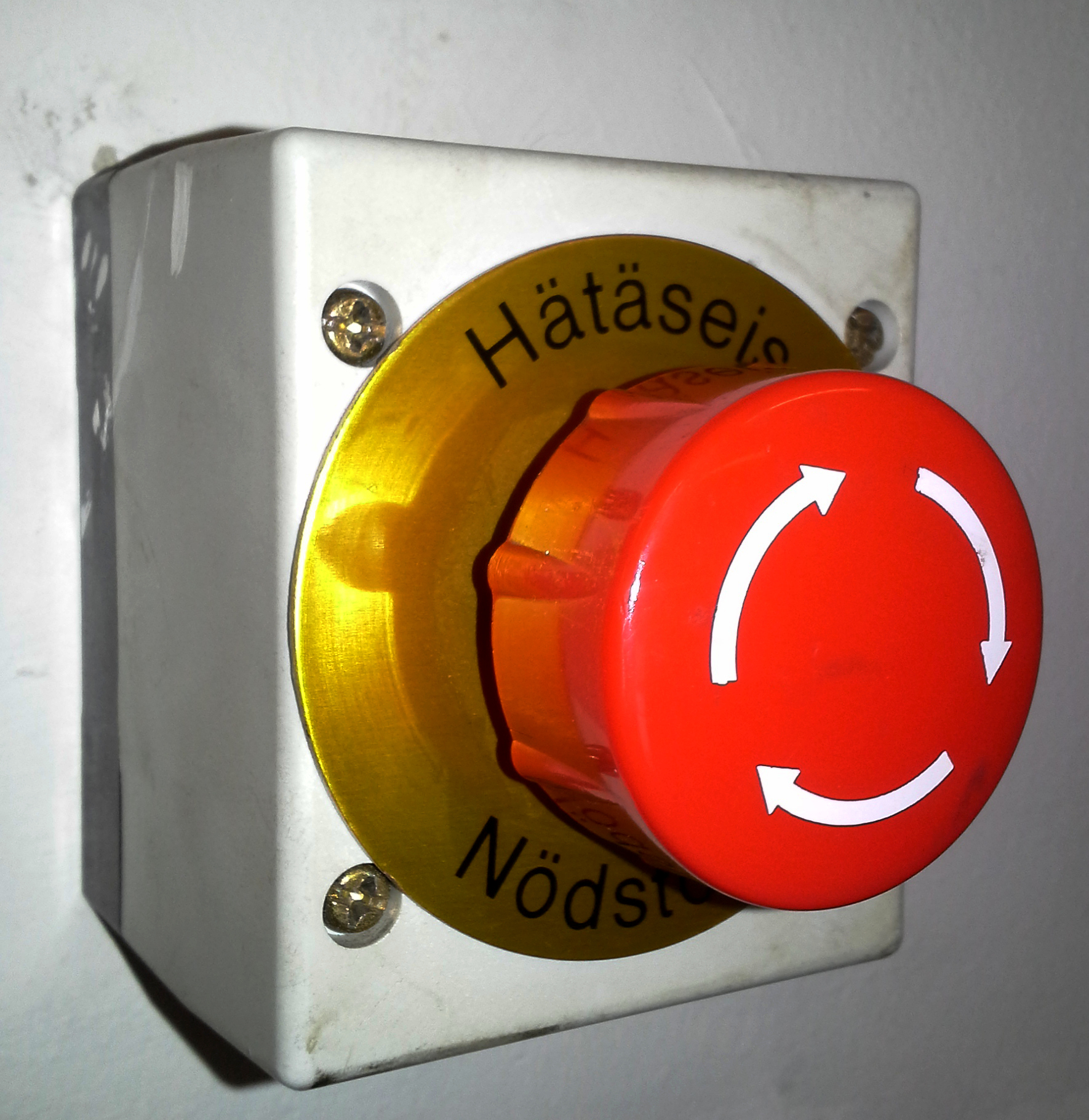
NECA規格に準拠した非常停止スイッチ

非常停止押しボタンスイッチ（英:Emergency stop button）は、緊急時に非常停止するための押しボタンスイッチである。
NECA規格では「非常停止スイッチ」として規定されている。色は赤であること、形はきのこボタンであること、矢印記号を付けること、押したときに遮断接点素子の全ての接点が開路すること、などが規定されている。
TRON仕様においては「例外処理スイッチ」として規定されている。TRON仕様においては基本的にSUI（物理のボタン）と同じものをGUI（タッチパネルのボタン）でも実装できると考えているが、エレベータの非常停止など緊急を要する操作はGUIだととっさの動作ができないため、より確実な操作のためにSUIで実装することが望ましいとしている。またストーブが倒れた時に連動して電源をオフするスイッチなど、危険から隔離する操作はSUIでしか実現できないというインターロック機構を規定している。

### 引きボタンスイッチ

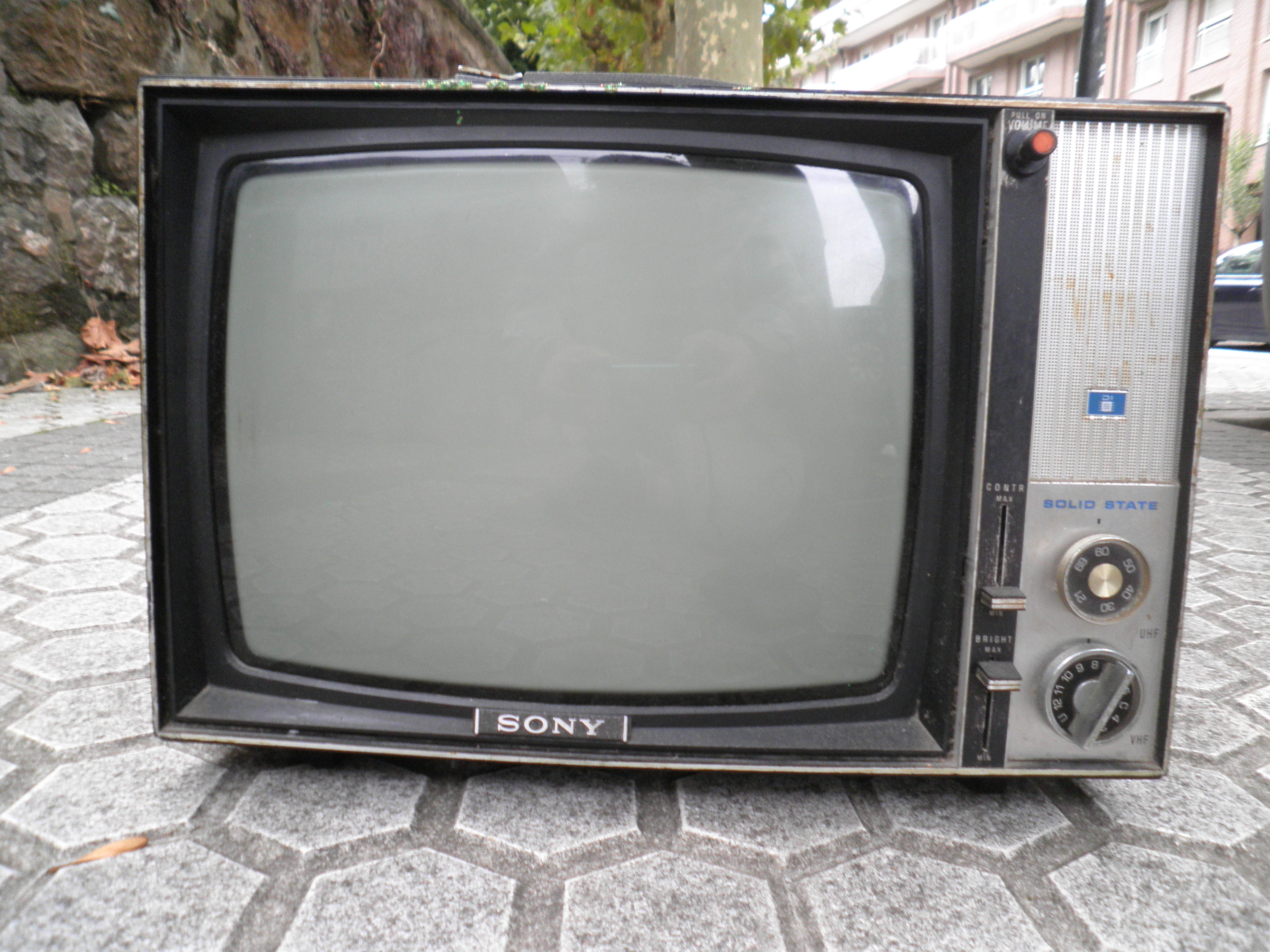
昔のテレビの引きボタンスイッチ（右上の赤いスイッチ）。ロータリボリュームスイッチと一体化しており、スイッチを引っ張るとテレビがオンになり、スイッチの回転動作でテレビのボリュームを上下できる

引きボタンスイッチとは、ボタンを引っ張るとオンになるスイッチである。これもNECA規格では押しボタンスイッチの一種とされている。
ボタンを何かの拍子に誤って押してしまってオンにしてしまう危険性が無く、安全である。ボタンを引っ張った後、ばねの力などで自然に元の位置に戻る。
ボタンを引っ張るとオンになり、手を離すとオフになるモーメンタリ動作を行うモーメンタリプルスイッチと、一度引っ張るとオンになり、もう一度引っ張るとオフになるオルタネート動作を行うオルタネートプルスイッチがある。
昔のテレビやラジオによく使われていた。

### 押し引きボタンスイッチ
ボタンを押したり引いたりした後、手を離しても自然に元の位置に戻らず、手動で押したり引いたりして元の位置に戻す必要があるスイッチ。

### かぎ付き押しボタンスイッチ
鍵が挿入されている間だけ押すことができる押しボタンスイッチ。ボタンの中央に鍵穴があり、鍵を挿さないとボタンが押せない。

### 限時押しボタンスイッチ
一定時間押し続けないと開閉動作を行わない押しボタンスイッチ。長押しでシステムを強制終了したりする。

### 時延押しボタンスイッチ
ボタンを押した後、一定時間たたないと元の位置に戻らない押しボタンスイッチ。連打ができない。

### カバー付き押しボタンスイッチ

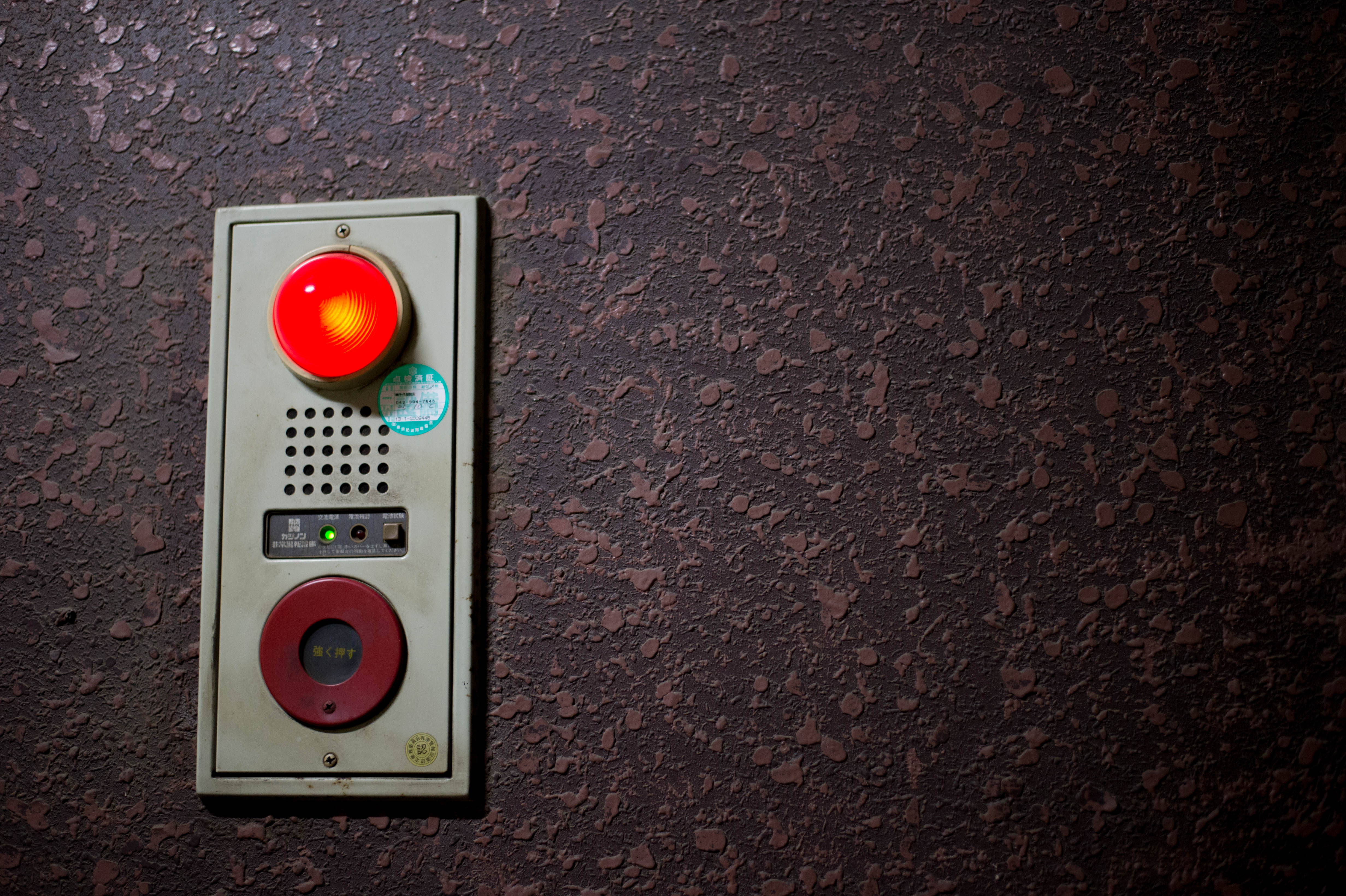
カバー付き押しボタンスイッチ

カバーが付いているため、不用意に押してしまうことが無く安心である。いざと言うときはカバーを割ってボタンを押す。

## 主な感触
- カチッという音が出ず、感触もふにゃふにゃのもの。ボタンとスイッチの間に何も組み込んでないか、ばねだけを組み込んだもの。
- 押したとき機械的にカチッと音の出るもの。ボタンとスイッチの間にスナップアクション機構を組み込んだ「スナップアクション方式」と呼ばれるもの。
- 押したとき部品同士がぶつかり音のでるもの（コンピューター、キーボード）。スナップアクション機構が大掛かりだと、その分大きいスペースが必要となり、操作も重くなる。

## 主な動作
- 押した瞬間のみオンになり、所定の動作を行うもの（呼び鈴等）。機器や機能の趣旨によっては二度押しや長押しが指定されている場合もあり、操作の違いによって同一ボタンに複数の機能を割り当てる例もある。
- 押すと所定の動作を行い、押し続けるとその動作を繰り返すもの（キーボードのリピート入力等）。
- 押している間だけオンになり、指を離すとオフになるもの。
- 押すとオンになり、もう一度押すとオフになるもの（ただしバスの降車ボタンのように任意のオフ操作が行えない機器もある）。
- 押すとボタンが押し込まれた状態で固定され、もう一度押すと出っ張った状態に戻るもの。一般的には押し込まれた状態がオンであるが、機能の趣旨によっては逆の場合もある。

## 多くのボタンが使われる主な器具
- 家電製品
- AV機器
- 電話機・携帯電話
- キーボード
- リモコン（リモートコントローラー）
- エレベーター
- ゲームコントローラ
- 電卓

## 画像

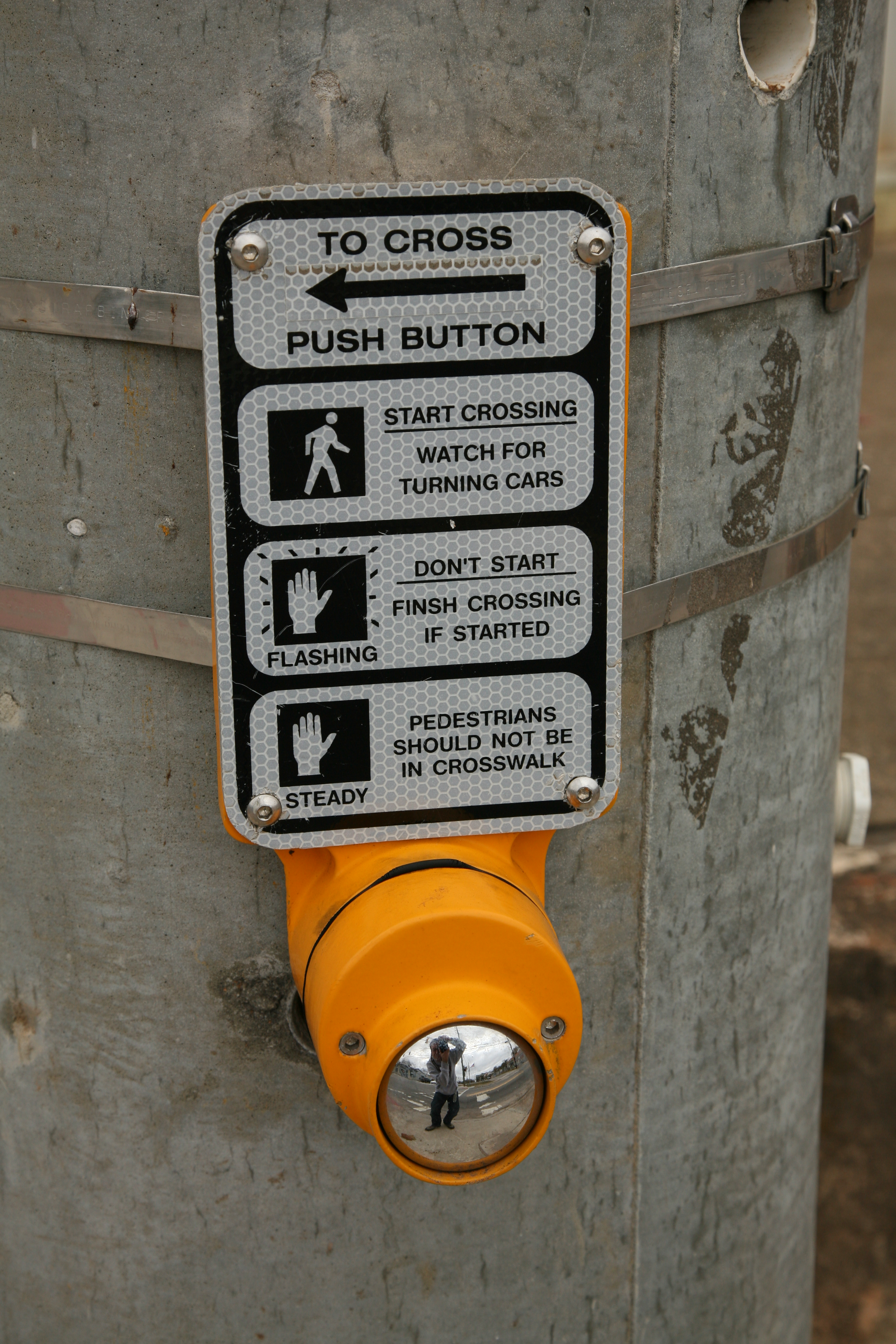
押しボタン式信号機（アメリカ合衆国）
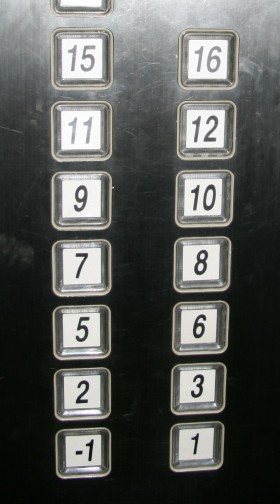
エレベータのボタン
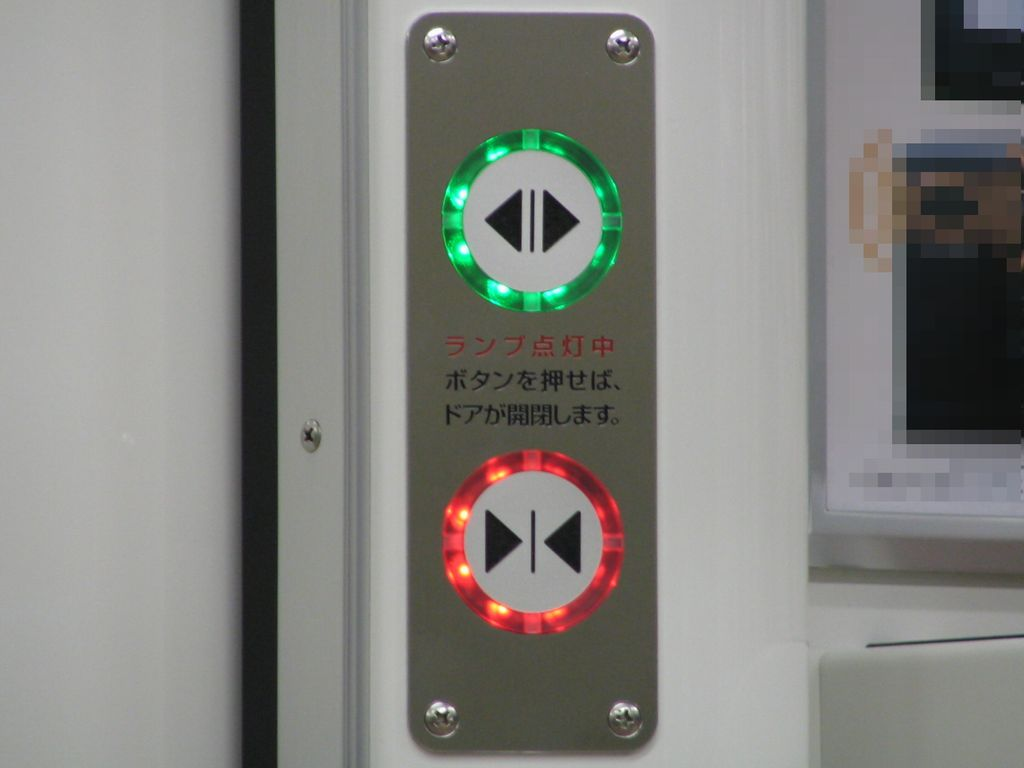
電車の自動ドアの開閉ボタン
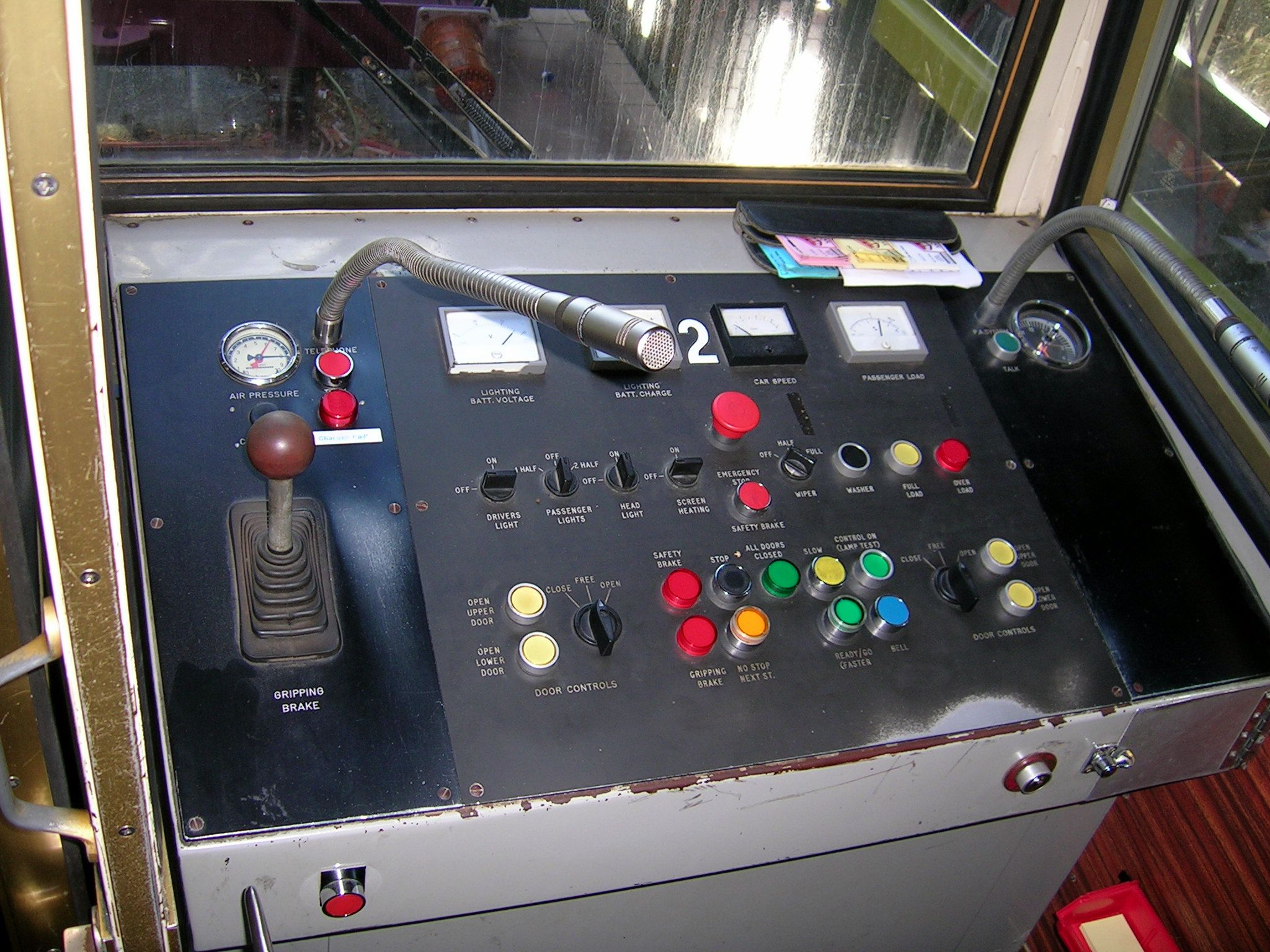
ケーブルカーの操縦パネル
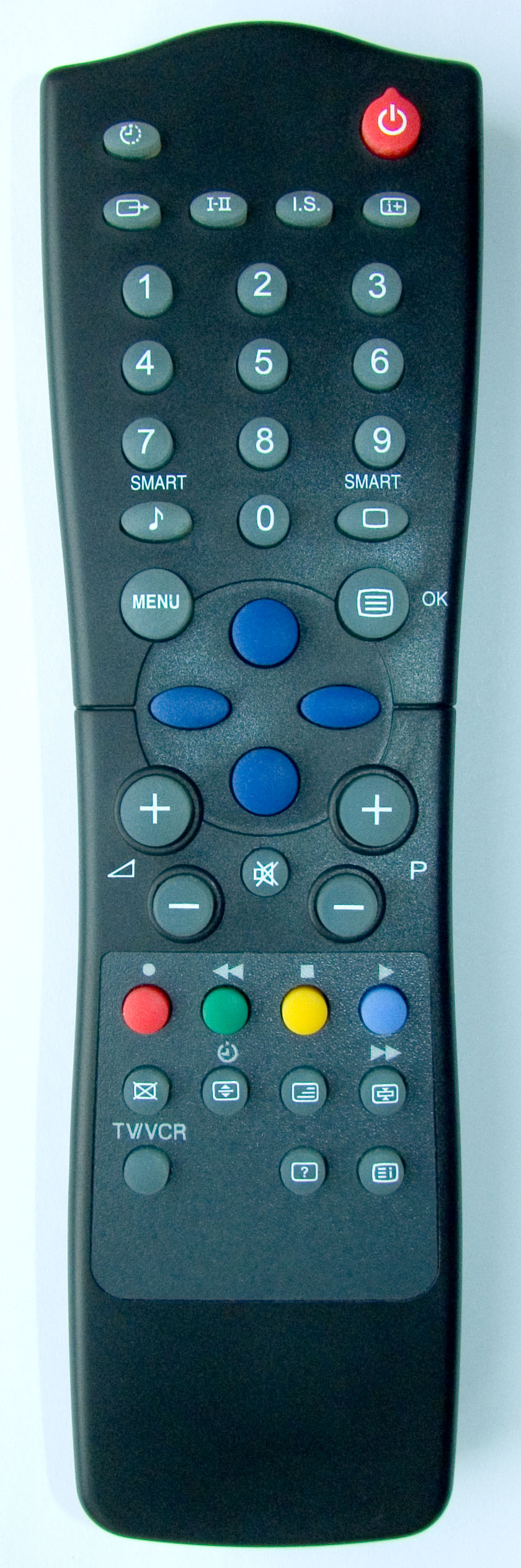
リモコン
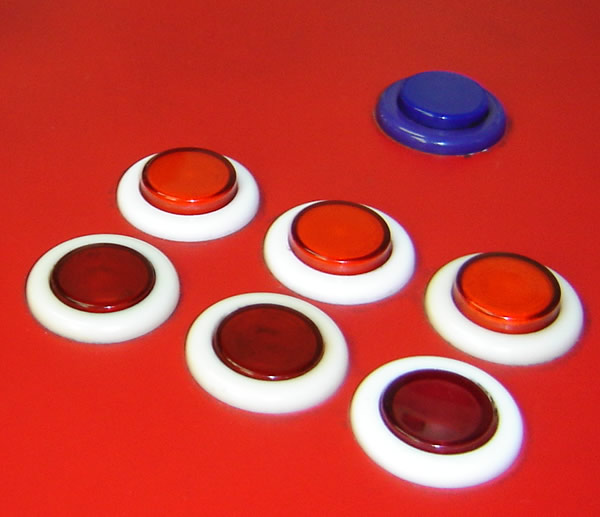
アーケードゲームのボタン
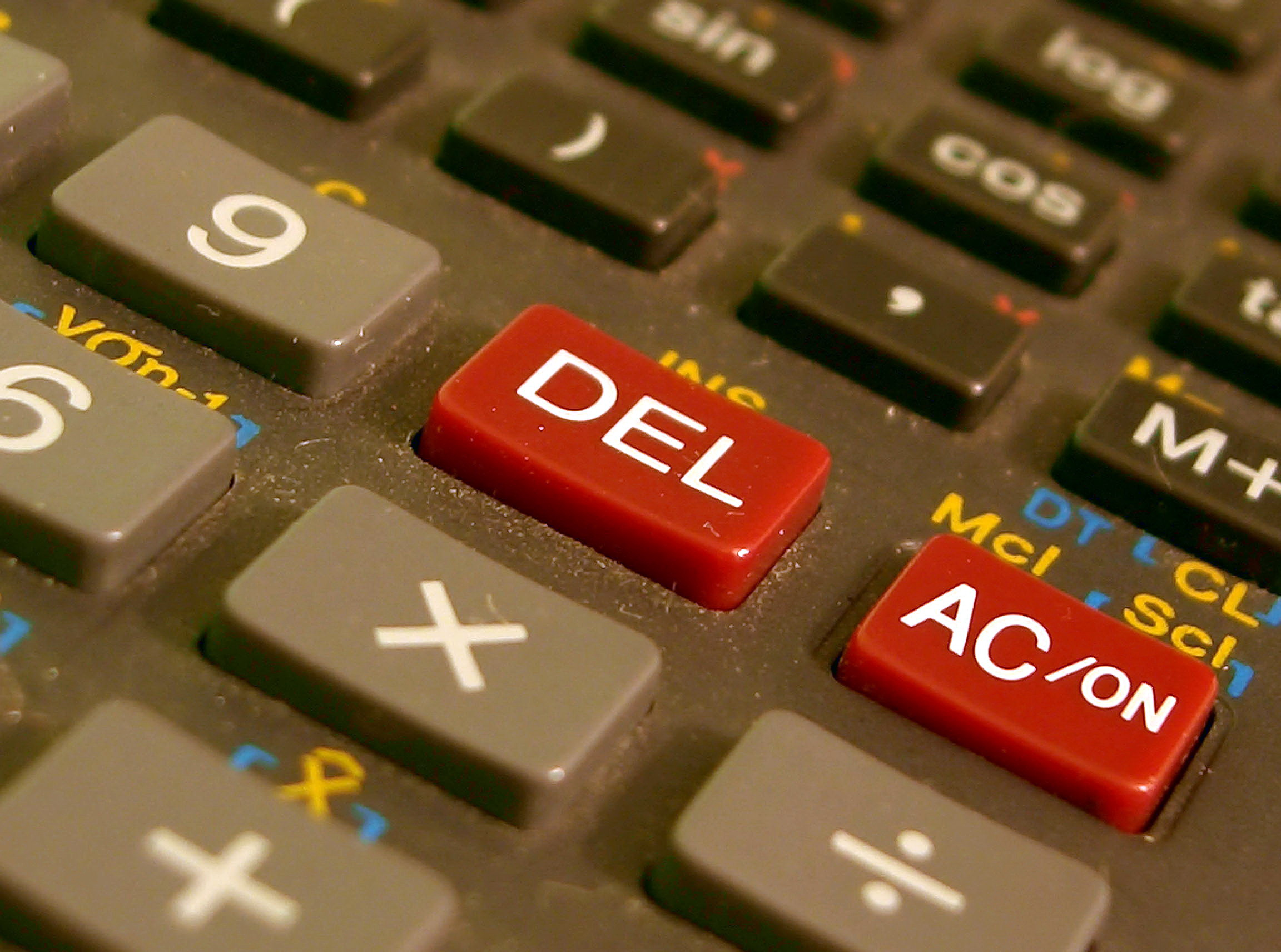
関数電卓のボタン
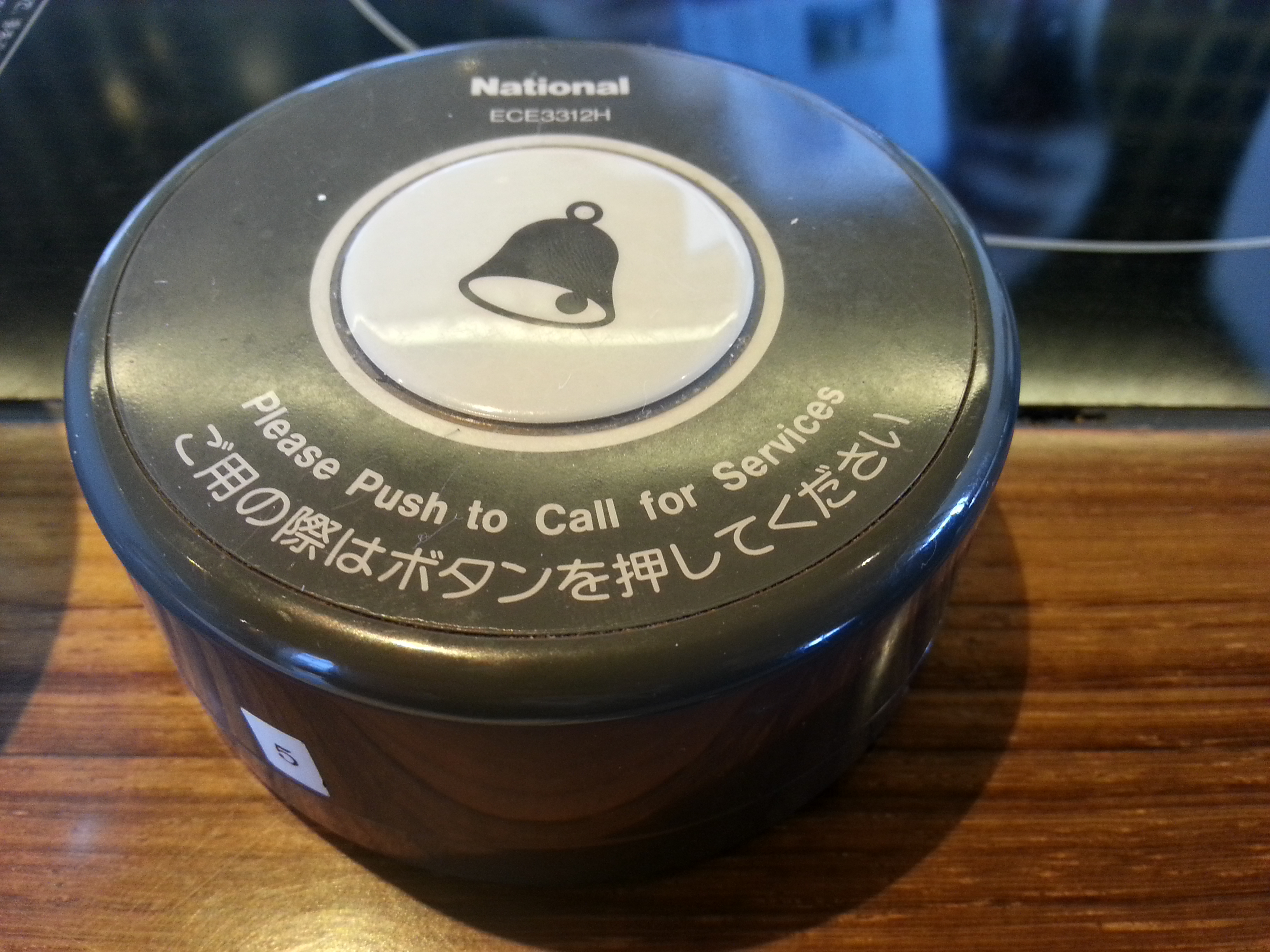
呼び出しボタン